# Campeonato de Primera B Nacional 2011-12
El campeonato de Primera B Nacional 2011-12 fue la vigésima sexta edición del torneo de segunda división del fútbol argentino. Dio comienzo el 6 de agosto de 2011 y finalizó el 23 de junio de 2012. La disputaron 20 equipos. 
En este torneo se incorporaron: Guillermo Brown, campeón del Torneo Argentino A 2010-11, Atlanta, campeón de la Primera B 2010-11, y Desamparados, vencedor en la promoción; además de los descendidos de la Primera División: Quilmes, Huracán; Gimnasia y Esgrima (LP), tras 26 años de permanencia en la misma, al perder la promoción, al igual que River Plate, que descendió por primera vez desde su ascenso en 1909.
El campeón del certamen fue el Club Atlético River Plate.

## Ascensos y descensos
| Torneo      | Descendidos de la B Nacional 2010-11 |
| ----------- | ------------------------------------ |
| Argentino A | San Martín (T)                       |
| Argentino A | Tiro Federal (R)                     |
| Argentino A | CAI                                  |

| Torneo      | Ascendidos a la B Nacional 2011-12 |
| ----------- | ---------------------------------- |
| Primera B   | Atlanta                            |
| Argentino A | Guillermo Brown                    |
| Argentino A | Desamparados                       |

| Pos.      | Ascendidos a la Primera División 2011-12 |
| --------- | ---------------------------------------- |
| 1.º       | Atlético de Rafaela                      |
| 2.º       | Unión (SF)                               |
| Promoción | San Martín (SJ)                          |
| Promoción | Belgrano                                 |

| Pos.      | Descendidos de la Primera División 2010-11 |
| --------- | ------------------------------------------ |
| Promoción | River Plate                                |
| Promoción | Gimnasia y Esgrima (LP)                    |
| 19.º      | Huracán                                    |
| 20.º      | Quilmes                                    |

## Equipos
| Equipo                  | Ciudad                | Estadio                                  | Capacidad     | Entrenador          |
| ----------------------- | --------------------- | ---------------------------------------- | ------------- | ------------------- |
| Aldosivi                | Mar del Plata         | José María Minella                       | 35 354        | Fernando Quiroz     |
| Almirante Brown         | San Justo             | Fragata Presidente Sarmiento             | 27 700        | Blas Armando Giunta |
| Atlanta                 | Buenos Aires          | Don León Kolbowsky                       | 14 000        | Sergio Rondina      |
| Atlético Tucumán        | San Miguel de Tucumán | Monumental José Fierro                   | 32 700        | Juan Manuel Llop    |
| Boca Unidos             | Corrientes            | José Antonio Romero Feris                | 15 700        | Hernán Darío Ortiz  |
| Chacarita Juniors       | Villa Maipú           | Chacarita Juniors                        | 20 844        | Salvador Pasini     |
| Defensa y Justicia      | Gobernador Costa      | Norberto Tomaghello                      | 15 000        | Ricardo Rodríguez   |
| Deportivo Merlo         | Parque San Martín     | José Manuel Moreno                       | 10 000        | Néstor Ferraresi    |
| Desamparados            | San Juan              | El Serpentario San Juan del Bicentenario | 13 000 25 286 | Héctor Arzubialde   |
| Ferro Carril Oeste      | Buenos Aires          | Arquitecto Ricardo Etcheverri            | 24 268        | Carlos Trullet      |
| Gimnasia y Esgrima      | La Plata              | Juan Carmelo Zerillo                     | 21 500        | Pedro Troglio       |
| Gimnasia y Esgrima      | San Salvador de Jujuy | 23 de Agosto                             | 23 000        | Mario Gómez         |
| Guillermo Brown         | Puerto Madryn         | Raúl Conti                               | 14 500        | Darío Tempesta      |
| Huracán                 | Buenos Aires          | Tomás A. Ducó                            | 48 314        | Héctor Rivoira      |
| Independiente Rivadavia | Mendoza               | Bautista Gargantini                      | 24 000        | Claudio Del Bosco   |
| Instituto               | Córdoba               | Juan Domingo Perón Mario Alberto Kempes  | 32 535 57 000 | Darío Franco        |
| Patronato               | Paraná                | Presbítero Bartolomé Grella              | 22 000        | Marcelo Fuentes     |
| Quilmes                 | Quilmes               | Centenario Dr. José Luis Meiszner        | 30 200        | Omar De Felippe     |
| River Plate             | Buenos Aires          | Monumental Antonio Vespucio Liberti      | 66 000        | Matías Almeyda      |
| Rosario Central         | Rosario               | Gigante de Arroyito                      | 41 654        | Juan Antonio Pizzi  |

### Distribución geográfica de los equipos
| Región                                   | Cant. | Equipos |
| ---------------------------------------- | ----- | --- |
| Conurbano bonaerense                     | 6     | Almirante Brown, Chacarita Juniors, Defensa y Justicia, Deportivo Merlo, Gimnasia y Esgrima (LP) y Quilmes |
| Interior de la provincia de Buenos Aires | 1     | Aldosivi                                                                                                   |
| Ciudad de Buenos Aires                   | 4     | Atlanta, Ferro Carril Oeste, Huracán y River Plate                                                         |
| Provincia del Chubut                     | 1     | Guillermo Brown                                                                                            |
| Provincia de Córdoba                     | 1     | Instituto                                                                                                  |
| Provincia de Corrientes                  | 1     | Boca Unidos                                                                                                |
| Provincia de Entre Ríos                  | 1     | Patronato                                                                                                  |
| Provincia de Jujuy                       | 1     | Gimnasia y Esgrima (J)                                                                                     |
| Provincia de Mendoza                     | 1     | Independiente Rivadavia                                                                                    |
| Provincia de San Juan                    | 1     | Sportivo Desamparados                                                                                      |
| Provincia de Santa Fe                    | 1     | Rosario Central                                                                                            |
| Provincia de Tucumán                     | 1     | Atlético Tucumán                                                                                           |

## Formato

### Competición
Se disputó un torneo de 38 fechas por el sistema de todos contra todos a dos ruedas, ida y vuelta.

### Ascensos
El campeón y el subcampeón de la temporada ascendieron directamente a la Primera División y, los equipos ubicados en el tercero y el cuarto puesto disputaron una promoción por el ascenso con los equipos ubicados en la 18.ª y la 17.ª posición de la tabla de promedios de la división superior.

### Descensos
Se decidieron mediante una tabla de promedios determinados por el cociente entre los puntos obtenidos y los partidos jugados en las tres últimas temporadas.
Los dos últimos de dicha tabla descendieron a su categoría de origen: los directamente afiliados, a la Primera B Metropolitana, y los indirectamente afiliados, al Torneo Argentino A.
También se jugaron dos promociones con dichas categorías: los equipos que ocuparon el 17.º y el 18.º puesto en la tabla de promedios jugaron contra uno de la Primera B Metropolitana y otro del Torneo Argentino A. Si dichos equipos eran uno directamente y otro indirectamente afiliado, lo harían contra el de su respectiva afiliación, independientemente de la ubicación en la tabla. En cambio, si eran de la misma condición de afiliación el que haya terminado en el puesto 17.º jugaría con el clasificado del Argentino A y el 18.º enfrentaría al proveniente de la Primera B.

## Tabla de posiciones
| Pos  | Equipo                  | Pts | PJ | G  | E  | P  | GF | GC | DIF |
| ---- | ----------------------- | --- | -- | -- | -- | -- | -- | -- | --- |
| 1.º  | River Plate             | 73  | 38 | 20 | 13 | 5  | 66 | 28 | 38  |
| 2.º  | Quilmes                 | 72  | 38 | 20 | 12 | 6  | 62 | 21 | 41  |
| 3.º  | Instituto               | 70  | 38 | 19 | 13 | 6  | 56 | 28 | 28  |
| 4.º  | Rosario Central         | 69  | 38 | 20 | 9  | 9  | 49 | 33 | 16  |
| 5.º  | Boca Unidos             | 57  | 38 | 16 | 9  | 13 | 55 | 48 | 7   |
| 6.º  | Patronato               | 56  | 38 | 15 | 11 | 12 | 41 | 38 | 3   |
| 7.º  | Ferro Carril Oeste      | 56  | 38 | 14 | 14 | 10 | 29 | 28 | 1   |
| 8.º  | Almirante Brown         | 55  | 38 | 14 | 13 | 10 | 36 | 30 | 6   |
| 9.º  | Gimnasia y Esgrima (LP) | 54  | 38 | 14 | 12 | 12 | 38 | 33 | 5   |
| 10.º | Defensa y Justicia      | 54  | 38 | 14 | 12 | 12 | 50 | 50 | 0   |
| 11.º | Aldosivi                | 53  | 38 | 13 | 14 | 11 | 50 | 47 | 3   |
| 12.º | Huracán                 | 46  | 38 | 12 | 10 | 16 | 43 | 50 | -7  |
| 13.º | Independiente Rivadavia | 45  | 38 | 11 | 12 | 15 | 35 | 50 | -15 |
| 14.º | Deportivo Merlo         | 43  | 38 | 10 | 13 | 15 | 28 | 38 | -10 |
| 15.º | Atlético Tucumán        | 42  | 38 | 11 | 9  | 18 | 33 | 49 | -16 |
| 16.º | Guillermo Brown         | 38  | 38 | 9  | 11 | 17 | 46 | 63 | -17 |
| 17.º | Desamparados            | 37  | 38 | 9  | 10 | 19 | 34 | 55 | -21 |
| 18.º | Gimnasia y Esgrima (J)  | 34  | 38 | 8  | 10 | 20 | 32 | 50 | -18 |
| 19.º | Atlanta                 | 34  | 38 | 6  | 16 | 16 | 28 | 50 | -22 |
| 20.º | Chacarita Juniors       | 32  | 38 | 6  | 15 | 17 | 24 | 46 | -22 |

|  | Campeón. Ascendió a Primera División.                    |
|  | Subcampeón. Ascendió a Primera División.                 |
|  | Jugaron una promoción por el ascenso a Primera División. |

Fuente: Programación de Primera B Nacional Campeonato 2011-2012 - Posiciones

### Evolución de las posiciones

#### Primera rueda
| Equipo / Fecha          | 01   | 02   | 03   | 04   | 05   | 06   | 07   | 08   | 09   | 10   | 11   | 12   | 13   | 14   | 15   | 16   | 17   | 18   | 19   |
| ----------------------- | ---- | ---- | ---- | ---- | ---- | ---- | ---- | ---- | ---- | ---- | ---- | ---- | ---- | ---- | ---- | ---- | ---- | ---- | ---- |
| Instituto               | 02.º | 03.º | 02.º | 05.º | 06.º | 04.º | 04.º | 02.º | 02.º | 02.º | 02.º | 01.º | 02.º | 01.º | 01.º | 01.º | 01.º | 01.º | 01.º |
| River Plate             | 01.º | 01.º | 01.º | 01.º | 02.º | 02.º | 01.º | 01.º | 01.º | 01.º | 01.º | 02.º | 01.º | 02.º | 02.º | 02.º | 02.º | 02.º | 02.º |
| Rosario Central         | 04.º | 02.º | 04.º | 03.º | 03.º | 06.º | 02.º | 03.º | 05.º | 07.º | 08.º | 05.º | 04.º | 03.º | 04.º | 03.º | 03.º | 03.º | 03.º |
| Quilmes                 | 18.º | 08.º | 05.º | 08.º | 09.º | 12.º | 08.º | 07.º | 04.º | 05.º | 06.º | 04.º | 05.º | 07.º | 06.º | 05.º | 05.º | 04.º | 04.º |
| Boca Unidos             | 01.º | 07.º | 08.º | 13.º | 05.º | 03.º | 07.º | 06.º | 07.º | 04.º | 03.º | 03.º | 03.º | 04.º | 03.º | 04.º | 04.º | 05.º | 05.º |
| Defensa y Justicia      | 15.º | 18.º | 12.º | 10.º | 12.º | 08.º | 06.º | 09.º | 13.º | 11.º | 14.º | 12.º | 13.º | 10.º | 07.º | 09.º | 06.º | 09.º | 06.º |
| Almirante Brown         | 02.º | 11.º | 06.º | 11.º | 04.º | 09.º | 11.º | 10.º | 06.º | 08.º | 05.º | 07.º | 07.º | 08.º | 09.º | 08.º | 08.º | 06.º | 07.º |
| Gimnasia y Esgrima (LP) | 04.º | 08.º | 09.º | 06.º | 06.º | 11.º | 12.º | 15.º | 16.º | 14.º | 10.º | 11.º | 08.º | 09.º | 12.º | 10.º | 10.º | 08.º | 08.º |
| Atlético Tucumán        | 14.º | 16.º | 18.º | 18.º | 16.º | 17.º | 16.º | 18.º | 19.º | 16.º | 17.º | 16.º | 15.º | 12.º | 10.º | 07.º | 09.º | 07.º | 09.º |
| Ferro Carril Oeste      | 12.º | 04.º | 07.º | 04.º | 11.º | 07.º | 05.º | 05.º | 09.º | 06.º | 04.º | 06.º | 06.º | 06.º | 05.º | 06.º | 07.º | 10.º | 10.º |
| Aldosivi                | 08.º | 14.º | 17.º | 12.º | 13.º | 15.º | 14.º | 14.º | 15.º | 17.º | 18.º | 17.º | 17.º | 18.º | 16.º | 13.º | 14.º | 11.º | 11.º |
| Huracán                 | 19.º | 20.º | 14.º | 14.º | 15.º | 13.º | 15.º | 12.º | 08.º | 10.º | 09.º | 10.º | 12.º | 14.º | 11.º | 11.º | 11.º | 12.º | 12.º |
| Patronato               | 17.º | 08.º | 09.º | 07.º | 08.º | 05.º | 09.º | 08.º | 11.º | 09.º | 11.º | 09.º | 09.º | 05.º | 08.º | 12.º | 12.º | 13.º | 13.º |
| Indep'te Rivadavia      | 19.º | 19.º | 20.º | 20.º | 19.º | 19.º | 19.º | 19.º | 14.º | 15.º | 12.º | 14.º | 14.º | 15.º | 14.º | 15.º | 13.º | 14.º | 14.º |
| Deportivo Merlo         | 08.º | 06.º | 11.º | 09.º | 10.º | 10.º | 10.º | 11.º | 12.º | 13.º | 13.º | 18.º | 18.º | 17.º | 18.º | 19.º | 16.º | 18.º | 15.º |
| Desamparados            | 04.º | 12.º | 15.º | 16.º | 16.º | 14.º | 13.º | 13.º | 10.º | 12.º | 15.º | 13.º | 10.º | 11.º | 13.º | 14.º | 15.º | 15.º | 16.º |
| Atlanta                 | 08.º | 15.º | 13.º | 15.º | 14.º | 16.º | 17.º | 16.º | 17.º | 19.º | 16.º | 15.º | 16.º | 16.º | 17.º | 17.º | 19.º | 17.º | 17.º |
| Guillermo Brown         | 08.º | 17.º | 19.º | 19.º | 20.º | 20.º | 18.º | 17.º | 18.º | 17.º | 20.º | 20.º | 20.º | 19.º | 19.º | 18.º | 18.º | 16.º | 18.º |
| Gimnasia (J)            | 12.º | 04.º | 03.º | 02.º | 01.º | 01.º | 03.º | 04.º | 03.º | 03.º | 07.º | 08.º | 11.º | 13.º | 15.º | 16.º | 17.º | 19.º | 19.º |
| Chacarita Juniors       | 16.º | 12.º | 16.º | 17.º | 18.º | 18.º | 19.º | 19.º | 19.º | 19.º | 19.º | 19.º | 19.º | 20.º | 20.º | 20.º | 20.º | 20.º | 20.º |

#### Segunda rueda
| Equipo / Fecha          | 20   | 21   | 22   | 23   | 24   | 25   | 26   | 27   | 28   | 29   | 30   | 31   | 32   | 33   | 34   | 35   | 36   | 37   | 38   |
| ----------------------- | ---- | ---- | ---- | ---- | ---- | ---- | ---- | ---- | ---- | ---- | ---- | ---- | ---- | ---- | ---- | ---- | ---- | ---- | ---- |
| River Plate             | 01.º | 01.º | 01.º | 02.º | 02.º | 02.º | 02.º | 02.º | 02.º | 02.º | 02.º | 02.º | 02.º | 01.º | 02.º | 02.º | 01.º | 01.º | 01.º |
| Quilmes                 | 04.º | 03.º | 03.º | 03.º | 03.º | 04.º | 04.º | 03.º | 03.º | 04.º | 04.º | 04.º | 04.º | 04.º | 04.º | 04.º | 04.º | 03.º | 02.º |
| Instituto               | 02.º | 02.º | 02.º | 01.º | 01.º | 01.º | 01.º | 01.º | 01.º | 01.º | 01.º | 01.º | 01.º | 03.º | 03.º | 03.º | 03.º | 02.º | 03.º |
| Rosario Central         | 03.º | 04.º | 04.º | 04.º | 04.º | 03.º | 03.º | 04.º | 04.º | 03.º | 03.º | 03.º | 03.º | 02.º | 01.º | 01.º | 02.º | 04.º | 04.º |
| Boca Unidos             | 05.º | 05.º | 05.º | 07.º | 09.º | 08.º | 08.º | 06.º | 08.º | 05.º | 05.º | 05.º | 05.º | 05.º | 05.º | 05.º | 05.º | 07.º | 05.º |
| Patronato               | 16.º | 16.º | 12.º | 14.º | 12.º | 12.º | 11.º | 12.º | 12.º | 12.º | 11.º | 11.º | 10.º | 10.º | 09.º | 09.º | 07.º | 05.º | 06.º |
| Ferro Carril Oeste      | 07.º | 08.º | 07.º | 09.º | 08.º | 09.º | 09.º | 11.º | 10.º | 10.º | 09.º | 10.º | 11.º | 11.º | 11.º | 10.º | 08.º | 09.º | 07.º |
| Almirante Brown         | 09.º | 09.º | 10.º | 10.º | 10.º | 10.º | 12.º | 09.º | 09.º | 09.º | 10.º | 09.º | 09.º | 07.º | 08.º | 07.º | 09.º | 06.º | 08.º |
| Gimnasia (LP)           | 06.º | 06.º | 06.º | 05.º | 05.º | 05.º | 06.º | 05.º | 06.º | 06.º | 06.º | 07.º | 06.º | 06.º | 06.º | 06.º | 06.º | 08.º | 09.º |
| Defensa y Justicia      | 08.º | 07.º | 08.º | 06.º | 07.º | 06.º | 07.º | 08.º | 07.º | 08.º | 08.º | 08.º | 08.º | 09.º | 10.º | 11.º | 11.º | 11.º | 10.º |
| Aldosivi                | 10.º | 11.º | 09.º | 08.º | 06.º | 07.º | 05.º | 07.º | 05.º | 07.º | 07.º | 06.º | 07.º | 08.º | 07.º | 06.º | 10.º | 10.º | 11.º |
| Huracán                 | 12.º | 12.º | 13.º | 11.º | 13.º | 13.º | 13.º | 13.º | 13.º | 13.º | 14.º | 14.º | 14.º | 14.º | 15.º | 14.º | 15.º | 13.º | 12.º |
| Independiente Rivadavia | 13.º | 15.º | 16.º | 16.º | 15.º | 16.º | 16.º | 16.º | 18.º | 18.º | 15.º | 15.º | 15.º | 15.º | 14.º | 12.º | 13.º | 12.º | 13.º |
| Deportivo Merlo         | 14.º | 13.º | 14.º | 13.º | 14.º | 14.º | 14.º | 14.º | 14.º | 14.º | 13.º | 13.º | 13.º | 13.º | 12.º | 13.º | 12.º | 14.º | 14.º |
| Atlético Tucumán        | 11.º | 10.º | 11.º | 12.º | 11.º | 11.º | 10.º | 10.º | 11.º | 11.º | 12.º | 12.º | 12.º | 12.º | 13.º | 15.º | 14.º | 15.º | 15.º |
| Guillermo Brown         | 18.º | 17.º | 17.º | 17.º | 17.º | 17.º | 18.º | 17.º | 17.º | 15.º | 18.º | 16.º | 16.º | 16.º | 16.º | 16.º | 16.º | 16.º | 16.º |
| Desamparados            | 15.º | 14.º | 15.º | 15.º | 16.º | 15.º | 15.º | 15.º | 16.º | 17.º | 17.º | 18.º | 18.º | 18.º | 19.º | 19.º | 17.º | 18.º | 17.º |
| Gimnasia (J)            | 19.º | 19.º | 19.º | 19.º | 19.º | 19.º | 19.º | 19.º | 19.º | 19.º | 19.º | 19.º | 19.º | 19.º | 17.º | 18.º | 18.º | 19.º | 18.º |
| Atlanta                 | 17.º | 18.º | 18.º | 18.º | 18.º | 18.º | 17.º | 18.º | 15.º | 16.º | 16.º | 17.º | 17.º | 17.º | 18.º | 17.º | 19.º | 17.º | 19.º |
| Chacarita Juniors       | 20.º | 20.º | 20.º | 20.º | 20.º | 20.º | 20.º | 20.º | 20.º | 20.º | 20.º | 20.º | 20.º | 20.º | 20.º | 20.º | 20.º | 20.º | 20.º |

## Tabla de promedios
| Pos  | Equipo                  | 09-10 | 10-11 | 11-12 | Total | PJ  | Promedio |
| ---- | ----------------------- | ----- | ----- | ----- | ----- | --- | -------- |
| 1.º  | River Plate             | -     | -     | 73    | 73    | 38  | 1,921    |
| 2.º  | Quilmes                 | 64    | -     | 72    | 136   | 76  | 1,789    |
| 3.º  | Instituto               | 60    | 51    | 70    | 181   | 114 | 1,587    |
| 4.º  | Rosario Central         | -     | 50    | 69    | 119   | 76  | 1,565    |
| 5.º  | Gimnasia y Esgrima (LP) | -     | -     | 54    | 54    | 38  | 1,421    |
| 6.º  | Almirante Brown         | -     | 52    | 55    | 107   | 76  | 1,407    |
| 7.º  | Patronato               | -     | 50    | 56    | 106   | 76  | 1,394    |
| 8.º  | Boca Unidos             | 48    | 52    | 57    | 157   | 114 | 1,377    |
| 9.º  | Ferro Carril Oeste      | 49    | 47    | 56    | 152   | 114 | 1,333    |
| 10.º | Defensa y Justicia      | 52    | 43    | 54    | 149   | 114 | 1,307    |
| 11.º | Aldosivi                | 42    | 52    | 53    | 147   | 114 | 1,289    |
| 12.º | Gimnasia y Esgrima (J)  | 54    | 54    | 34    | 142   | 114 | 1,245    |
| 13.º | Deportivo Merlo         | 46    | 51    | 43    | 140   | 114 | 1,228    |
| 14.º | Atlético Tucumán        | -     | 51    | 42    | 93    | 76  | 1,223    |
| 15.º | Huracán                 | -     | -     | 46    | 46    | 38  | 1,210    |
| 16.º | Independiente Rivadavia | 47    | 40    | 45    | 132   | 114 | 1,157    |
| 17.º | Chacarita Juniors       | -     | 44    | 32    | 76    | 76  | 1,000    |
| 18.º | Guillermo Brown         | -     | -     | 38    | 38    | 38  | 1,000    |
| 19.º | Desamparados            | -     | -     | 37    | 37    | 38  | 0,973    |
| 20.º | Atlanta                 | -     | -     | 34    | 34    | 38  | 0,894    |

|  | Disputaron la promoción.                                                  |
|  | Descendieron al Torneo Argentino A y a la Primera B, según su afiliación. |

## Resultados

### Primera rueda
| Atlanta            | 1 - 1 | Aldosivi                | León Kolbovsky            | 6 de agosto  | 11:00 |
| Defensa y Justicia | 1 - 2 | Rosario Central         | Norberto Tomaghello       | 6 de agosto  | 15:00 |
| Boca Unidos        | 3 - 1 | Quilmes                 | José Antonio Romero Feris | 7 de agosto  | 11:00 |
| Guillermo Brown    | 1 - 1 | Deportivo Merlo         | Raúl Conti                | 7 de agosto  | 15:30 |
| Gimnasia (J)       | 0 - 0 | Ferro Carril Oeste      | 23 de Agosto              | 8 de agosto  | 21:05 |
| Almirante Brown    | 2 - 0 | Independiente Rivadavia | Fragata Sarmiento         | 12 de agosto | 17:00 |
| Gimnasia (LP)      | 3 - 2 | Atlético Tucumán        | Del Bosque                | 12 de agosto | 19:00 |
| Instituto          | 2 - 0 | Huracán                 | Juan Domingo Perón        | 12 de agosto | 21:15 |
| Desamparados       | 1 - 0 | Patronato               | San Juan del Bicentenario | 12 de agosto | 21:15 |
| River Plate        | 1 - 0 | Chacarita Juniors       | Monumental                | 16 de agosto | 19:10 |

| Quilmes                 | 2 - 0 | Almirante Brown    | Centenario                  | 19 de agosto | 19:10 |
| Huracán                 | 0 - 2 | Gimnasia (J)       | Tomás A. Ducó               | 20 de agosto | 11:00 |
| Rosario Central         | 1 - 0 | Gimnasia (LP)      | Gigante de Arroyito         | 20 de agosto | 13:00 |
| Aldosivi                | 2 - 2 | Instituto          | José María Minella          | 20 de agosto | 15:30 |
| Deportivo Merlo         | 1 - 0 | Boca Unidos        | José Manuel Moreno          | 20 de agosto | 15:30 |
| Ferro Carril Oeste      | 2 - 0 | Guillermo Brown    | Arquitecto Etcheverri       | 20 de agosto | 15:30 |
| Independiente Rivadavia | 1 - 3 | River Plate        | Malvinas Argentinas         | 20 de agosto | 19:10 |
| Chacarita Juniors       | 1 - 0 | Desamparados       | Chacarita Juniors           | 21 de agosto | 11:00 |
| Atlético Tucumán        | 0 - 0 | Atlanta            | Monumental José Fierro      | 21 de agosto | 16:00 |
| Patronato               | 3 - 2 | Defensa y Justicia | Presbítero Bartolomé Grella | 21 de agosto | 16:00 |

| Instituto               | 2 - 0 | Atlético Tucumán   | Juan Domingo Perón        | 26 de agosto | 21:00 |
| Atlanta                 | 0 - 0 | Rosario Central    | León Kolbovsky            | 27 de agosto | 11:00 |
| Independiente Rivadavia | 0 - 1 | Quilmes            | Bautista Gargantini       | 27 de agosto | 13:00 |
| River Plate             | 3 - 1 | Desamparados       | Tomás A. Ducó             | 27 de agosto | 19:15 |
| Defensa y Justicia      | 3 - 0 | Chacarita Juniors  | Norberto Tomaghello       | 28 de agosto | 11:00 |
| Guillermo Brown         | 1 - 3 | Huracán            | Raúl Conti                | 28 de agosto | 15:30 |
| Gimnasia (J)            | 1 - 0 | Aldosivi           | 23 de Agosto              | 28 de agosto | 15:30 |
| Boca Unidos             | 1 - 1 | Ferro Carril Oeste | José Antonio Romero Feris | 28 de agosto | 15:30 |
| Almirante Brown         | 1 - 0 | Deportivo Merlo    | Fragata Sarmiento         | 28 de agosto | 15:30 |
| Gimnasia (LP)           | 0 - 0 | Patronato          | Del Bosque                | 29 de agosto | 21:00 |

| Ferro Carril Oeste | 1 - 0 | Almirante Brown         | Arquitecto Etcheverri       | 3 de septiembre | 11:00 |
| Huracán            | 2 - 2 | Boca Unidos             | Tomás A. Ducó               | 3 de septiembre | 13:00 |
| Desamparados       | 1 - 2 | Defensa y Justicia      | San Juan del Bicentenario   | 3 de septiembre | 14:00 |
| Deportivo Merlo    | 1 - 0 | Independiente Rivadavia | José Manuel Moreno          | 3 de septiembre | 14:00 |
| Aldosivi           | 5 - 0 | Guillermo Brown         | José María Minella          | 3 de septiembre | 15:30 |
| Quilmes            | 1 - 1 | River Plate             | Centenario                  | 3 de septiembre | 17:15 |
| Rosario Central    | 2 - 1 | Instituto               | Gigante de Arroyito         | 4 de septiembre | 11:00 |
| Atlético Tucumán   | 0 - 2 | Gimnasia (J)            | Monumental José Fierro      | 4 de septiembre | 16:00 |
| Patronato          | 3 - 2 | Atlanta                 | Presbítero Bartolomé Grella | 4 de septiembre | 16:00 |
| Chacarita Juniors  | 0 - 3 | Gimnasia (LP)           | Chacarita Juniors           | 5 de septiembre | 21:40 |

| Almirante Brown         | 2 - 1 | Huracán            | Fragata Sarmiento         | 10 de septiembre | 11:00 |
| Atlanta                 | 0 - 0 | Chacarita Juniors  | León Kolbovsky            | 10 de septiembre | 13:00 |
| Instituto               | 0 - 0 | Patronato          | Juan Domingo Perón        | 10 de septiembre | 19:00 |
| River Plate             | 2 - 2 | Defensa y Justicia | Nuevo Gasómetro           | 10 de septiembre | 19:15 |
| Gimnasia (J)            | 2 - 0 | Rosario Central    | 23 de Agosto              | 10 de septiembre | 20:00 |
| Quilmes                 | 0 - 0 | Deportivo Merlo    | Centenario                | 11 de septiembre | 11:00 |
| Independiente Rivadavia | 3 - 0 | Ferro Carril Oeste | Bautista Gargantini       | 11 de septiembre | 15:30 |
| Guillermo Brown         | 0 - 2 | Atlético Tucumán   | Raúl Conti                | 11 de septiembre | 15:30 |
| Boca Unidos             | 2 - 0 | Aldosivi           | José Antonio Romero Feris | 11 de septiembre | 15:30 |
| Gimnasia (LP)           | 1 - 1 | Desamparados       | Del Bosque                | 12 de septiembre | 21:10 |

| Defensa y Justicia | 1 - 0 | Gimnasia (LP)           | Norberto Tomaghello         | 17 de septiembre | 11:00 |
| Ferro Carril Oeste | 1 - 0 | Quilmes                 | Arquitecto Etcheverri       | 17 de septiembre | 13:00 |
| Aldosivi           | 0 - 0 | Almirante Brown         | José María Minella          | 17 de septiembre | 15:30 |
| Chacarita Juniors  | 0 - 1 | Instituto               | Chacarita Juniors           | 17 de septiembre | 15:30 |
| Deportivo Merlo    | 0 - 0 | River Plate             | Libertadores de América     | 17 de septiembre | 19:15 |
| Huracán            | 3 - 0 | Independiente Rivadavia | Tomás A. Ducó               | 18 de septiembre | 11:00 |
| Patronato          | 2 - 1 | Gimnasia (J)            | Presbítero Bartolomé Grella | 18 de septiembre | 16:00 |
| Desamparados       | 2 - 0 | Atlanta                 | San Juan del Bicentenario   | 18 de septiembre | 17:00 |
| Atlético Tucumán   | 2 - 3 | Boca Unidos             | Monumental José Fierro      | 18 de septiembre | 17:00 |
| Rosario Central    | 2 - 2 | Guillermo Brown         | Gigante de Arroyito         | 19 de septiembre | 21:00 |

| Quilmes                 | 2 - 0 | Huracán            | Centenario                | 23 de septiembre | 21:10 |
| Atlanta                 | 1 - 1 | Defensa y Justicia | León Kolbovsky            | 24 de septiembre | 11:00 |
| Instituto               | 1 - 1 | Desamparados       | Juan Domingo Perón        | 24 de septiembre | 13:00 |
| Almirante Brown         | 0 - 1 | Atlético Tucumán   | Fragata Sarmiento         | 24 de septiembre | 14:00 |
| Deportivo Merlo         | 0 - 0 | Ferro Carril Oeste | José Manuel Moreno        | 24 de septiembre | 15:30 |
| River Plate             | 2 - 0 | Gimnasia (LP)      | Nuevo Gasómetro           | 24 de septiembre | 17:10 |
| Boca Unidos             | 0 - 1 | Rosario Central    | José Antonio Romero Feris | 25 de septiembre | 13:00 |
| Guillermo Brown         | 2 - 0 | Patronato          | Raúl Conti                | 25 de septiembre | 15:30 |
| Independiente Rivadavia | 2 - 2 | Aldosivi           | Bautista Gargantini       | 25 de septiembre | 15:30 |
| Gimnasia (J)            | 0 - 1 | Chacarita Juniors  | 23 de Agosto              | 21 de octubre    | 21:30 |

| Defensa y Justicia | 1 - 3 | Instituto               | Norberto Tomaghello         | 29 de septiembre | 19:00 |
| Atlético Tucumán   | 0 - 1 | Independiente Rivadavia | Monumental José Fierro      | 30 de septiembre | 19:10 |
| Aldosivi           | 0 - 0 | Quilmes                 | José María Minella          | 30 de septiembre | 21:00 |
| Chacarita Juniors  | 1 - 2 | Guillermo Brown         | Chacarita Juniors           | 30 de septiembre | 21:00 |
| Desamparados       | 2 - 2 | Gimnasia (J)            | San Juan del Bicentenario   | 30 de septiembre | 21:30 |
| Gimnasia (LP)      | 1 - 2 | Atlanta                 | Del Bosque                  | 1 de octubre     | 11:00 |
| Rosario Central    | 0 - 0 | Almirante Brown         | Gigante de Arroyito         | 1 de octubre     | 14:30 |
| Ferro Carril Oeste | 0 - 0 | River Plate             | Nuevo Gasómetro             | 1 de octubre     | 16:30 |
| Patronato          | 3 - 3 | Boca Unidos             | Presbítero Bartolomé Grella | 1 de octubre     | 19:30 |
| Huracán            | 1 - 0 | Deportivo Merlo         | Tomás A. Ducó               | 2 de octubre     | 11:00 |

| Gimnasia (J)            | 2 - 0 | Defensa y Justicia | 23 de Agosto              | 4 de octubre | 17:10 |
| Instituto               | 1 - 0 | Gimnasia (LP)      | Juan Domingo Perón        | 4 de octubre | 19:25 |
| Quilmes                 | 2 - 0 | Atlético Tucumán   | Centenario                | 4 de octubre | 22:05 |
| Deportivo Merlo         | 1 - 1 | Aldosivi           | José Manuel Moreno        | 5 de octubre | 15:30 |
| Guillermo Brown         | 0 - 1 | Desamparados       | Raúl Conti                | 5 de octubre | 16:30 |
| River Plate             | 7 - 1 | Atlanta            | Nuevo Gasómetro           | 5 de octubre | 17:00 |
| Ferro Carril Oeste      | 0 - 1 | Huracán            | Arquitecto Etcheverri     | 5 de octubre | 20:00 |
| Independiente Rivadavia | 2 - 0 | Rosario Central    | Bautista Gargantini       | 5 de octubre | 21:00 |
| Boca Unidos             | 0 - 0 | Chacarita Juniors  | José Antonio Romero Feris | 5 de octubre | 21:00 |
| Almirante Brown         | 1 - 0 | Patronato          | Fragata Sarmiento         | 5 de octubre | 21:00 |

| Atlanta            | 0 - 4 | Instituto               | León Kolbovsky              | 8 de octubre  | 16:10 |
| Defensa y Justicia | 2 - 2 | Guillermo Brown         | Norberto Tomaghello         | 8 de octubre  | 19:10 |
| Aldosivi           | 0 - 1 | Ferro Carril Oeste      | José María Minella          | 8 de octubre  | 21:10 |
| Gimnasia (LP)      | 1 - 0 | Gimnasia (J)            | Del Bosque                  | 9 de octubre  | 14:00 |
| Chacarita Juniors  | 1 - 1 | Almirante Brown         | Chacarita Juniors           | 9 de octubre  | 16:10 |
| Huracán            | 1 - 2 | River Plate             | Tomás A. Ducó               | 9 de octubre  | 18:30 |
| Desamparados       | 0 - 3 | Boca Unidos             | San Juan del Bicentenario   | 9 de octubre  | 20:30 |
| Patronato          | 2 - 2 | Independiente Rivadavia | Presbítero Bartolomé Grella | 10 de octubre | 19:00 |
| Atlético Tucumán   | 1 - 0 | Deportivo Merlo         | Monumental José Fierro      | 10 de octubre | 19:00 |
| Rosario Central    | 0 - 0 | Quilmes                 | Gigante de Arroyito         | 10 de octubre | 21:00 |

| Deportivo Merlo         | 0 - 0 | Rosario Central    | Tres de Febrero           | 15 de octubre | 14:00 |
| Almirante Brown         | 4 - 0 | Desamparados       | Fragata Sarmiento         | 15 de octubre | 15:30 |
| Independiente Rivadavia | 1 - 0 | Chacarita Juniors  | Bautista Gargantini       | 15 de octubre | 15:30 |
| Instituto               | 0 - 0 | River Plate        | Mario Alberto Kempes      | 15 de octubre | 18:35 |
| Gimnasia (J)            | 0 - 4 | Atlanta            | 23 de Agosto              | 16 de octubre | 11:00 |
| Guillermo Brown         | 0 - 1 | Gimnasia (LP)      | Raúl Conti                | 16 de octubre | 16:30 |
| Quilmes                 | 1 - 1 | Patronato          | Centenario                | 17 de octubre | 17:00 |
| Huracán                 | 3 - 0 | Aldosivi           | Tomás A. Ducó             | 18 de octubre | 18:00 |
| Ferro Carril Oeste      | 1 - 0 | Atlético Tucumán   | Arquitecto Etcheverri     | 18 de octubre | 21:00 |
| Boca Unidos             | 4 - 1 | Defensa y Justicia | José Antonio Romero Feris | 20 de octubre | 21:00 |

| Instituto          | 1 - 0 | Gimnasia (J)            | Juan Domingo Perón          | 28 de octubre | 17:30 |
| Rosario Central    | 3 - 0 | Ferro Carril Oeste      | Gigante de Arroyito         | 28 de octubre | 21:30 |
| Gimnasia (LP)      | 1 - 1 | Boca Unidos             | Del Bosque                  | 29 de octubre | 13:00 |
| Defensa y Justicia | 2 - 0 | Almirante Brown         | Norberto Tomaghello         | 29 de octubre | 15:30 |
| Atlanta            | 2 - 0 | Guillermo Brown         | León Kolbovsky              | 29 de octubre | 15:30 |
| River Plate        | 1 - 2 | Aldosivi                | Nuevo Gasómetro             | 29 de octubre | 17:10 |
| Atlético Tucumán   | 2 - 0 | Huracán                 | Monumental José Fierro      | 29 de octubre | 19:00 |
| Desamparados       | 3 - 0 | Independiente Rivadavia | San Juan del Bicentenario   | 29 de octubre | 19:00 |
| Chacarita Juniors  | 1 - 3 | Quilmes                 | Chacarita Juniors           | 30 de octubre | 14:00 |
| Patronato          | 1 - 0 | Deportivo Merlo         | Presbítero Bartolomé Grella | 30 de octubre | 19:30 |

| Ferro Carril Oeste      | 1 - 1 | Patronato          | Arquitecto Etcheverri     | 5 de noviembre | 11:00 |
| Huracán                 | 0 - 1 | Rosario Central    | Tomás A. Ducó             | 5 de noviembre | 13:00 |
| Deportivo Merlo         | 1 - 1 | Chacarita Juniors  | José Manuel Moreno        | 5 de noviembre | 15:30 |
| Aldosivi                | 0 - 0 | Atlético Tucumán   | José María Minella        | 5 de noviembre | 15:30 |
| Quilmes                 | 0 - 1 | Desamparados       | Centenario                | 5 de noviembre | 16:30 |
| Gimnasia (J)            | 1 - 4 | River Plate        | 23 de Agosto              | 5 de noviembre | 19:15 |
| Almirante Brown         | 0 - 1 | Gimnasia (LP)      | Fragata Sarmiento         | 6 de noviembre | 11:00 |
| Independiente Rivadavia | 2 - 2 | Defensa y Justicia | Bautista Gargantini       | 6 de noviembre | 15:30 |
| Guillermo Brown         | 1 - 1 | Instituto          | Raúl Conti                | 6 de noviembre | 16:30 |
| Boca Unidos             | 1 - 0 | Atlanta            | José Antonio Romero Feris | 7 de noviembre | 19:00 |

| Defensa y Justicia | 2 - 1 | Quilmes                 | Norberto Tomaghello         | 12 de noviembre | 17:00 |
| Gimnasia (LP)      | 0 - 0 | Independiente Rivadavia | Del Bosque                  | 12 de noviembre | 17:00 |
| Rosario Central    | 3 - 1 | Aldosivi                | Gigante de Arroyito         | 12 de noviembre | 19:00 |
| Chacarita Juniors  | 1 - 1 | Ferro Carril Oeste      | Chacarita Juniors           | 12 de noviembre | 21:20 |
| Atlanta            | 0 - 0 | Almirante Brown         | León Kolbovsky              | 13 de noviembre | 17:00 |
| Gimnasia (J)       | 0 - 2 | Guillermo Brown         | 23 de Agosto                | 13 de noviembre | 17:00 |
| River Plate        | 0 - 2 | Atlético Tucumán        | Monumental                  | 13 de noviembre | 19:15 |
| Instituto          | 3 - 0 | Boca Unidos             | Juan Domingo Perón          | 14 de noviembre | 19:00 |
| Patronato          | 2 - 1 | Huracán                 | Presbítero Bartolomé Grella | 14 de noviembre | 21:10 |
| Desamparados       | 1 - 1 | Deportivo Merlo         | San Juan del Bicentenario   | 15 de noviembre | 21:30 |

| Quilmes                 | 3 - 1 | Gimnasia (LP)      | Centenario                | 18 de noviembre | 19:10 |
| Deportivo Merlo         | 1 - 2 | Defensa y Justicia | José Manuel Moreno        | 19 de noviembre | 17:00 |
| Aldosivi                | 1 - 0 | Patronato          | José María Minella        | 19 de noviembre | 17:00 |
| Guillermo Brown         | 1 - 4 | River Plate        | Raúl Conti                | 19 de noviembre | 17:00 |
| Huracán                 | 1 - 0 | Chacarita Juniors  | Tomás A. Ducó             | 19 de noviembre | 17:15 |
| Atlético Tucumán        | 2 - 1 | Rosario Central    | Monumental José Fierro    | 19 de noviembre | 19:10 |
| Independiente Rivadavia | 0 - 0 | Atlanta            | Bautista Gargantini       | 19 de noviembre | 19:30 |
| Boca Unidos             | 1 - 0 | Gimnasia (J)       | José Antonio Romero Feris | 20 de noviembre | 17:00 |
| Almirante Brown         | 0 - 0 | Instituto          | Fragata Sarmiento         | 20 de noviembre | 17:00 |
| Ferro Carril Oeste      | 1 - 0 | Desamparados       | Arquitecto Etcheverri     | 21 de noviembre | 17:00 |

| Gimnasia (LP)      | 3 - 0 | Deportivo Merlo         | Del Bosque                  | 25 de noviembre | 17:00 |
| Defensa y Justicia | 1 - 1 | Ferro Carril Oeste      | Norberto Tomaghello         | 25 de noviembre | 21:15 |
| Desamparados       | 0 - 1 | Huracán                 | San Juan del Bicentenario   | 26 de noviembre | 17:30 |
| River Plate        | 1 - 1 | Rosario Central         | Monumental                  | 26 de noviembre | 19:10 |
| Patronato          | 1 - 2 | Atlético Tucumán        | Presbítero Bartolomé Grella | 26 de noviembre | 20:00 |
| Guillermo Brown    | 2 - 1 | Boca Unidos             | Raúl Conti                  | 27 de noviembre | 17:00 |
| Gimnasia (J)       | 1 - 2 | Almirante Brown         | 23 de Agosto                | 27 de noviembre | 17:30 |
| Chacarita Juniors  | 0 - 2 | Aldosivi                | Chacarita Juniors           | 27 de noviembre | 19:30 |
| Atlanta            | 0 - 1 | Quilmes                 | León Kolbovsky              | 28 de noviembre | 17:00 |
| Instituto          | 1 - 1 | Independiente Rivadavia | Juan Domingo Perón          | 28 de noviembre | 19:10 |

| Atlético Tucumán        | 1 - 1 | Chacarita Juniors  | Monumental José Fierro    | 2 de diciembre | 19:10 |
| Deportivo Merlo         | 3 - 1 | Atlanta            | José Manuel Moreno        | 3 de diciembre | 17:15 |
| Aldosivi                | 0 - 0 | Desamparados       | José María Minella        | 3 de diciembre | 19:00 |
| Rosario Central         | 1 - 0 | Patronato          | Gigante de Arroyito       | 3 de diciembre | 19:00 |
| Boca Unidos             | 1 - 0 | River Plate        | José Antonio Romero Feris | 3 de diciembre | 19:10 |
| Independiente Rivadavia | 4 - 2 | Gimnasia (J)       | Bautista Gargantini       | 3 de diciembre | 19:30 |
| Quilmes                 | 1 - 1 | Instituto          | Centenario                | 3 de diciembre | 21:00 |
| Ferro Carril Oeste      | 0 - 0 | Gimnasia (LP)      | Arquitecto Etcheverri     | 5 de diciembre | 17:00 |
| Huracán                 | 1 - 3 | Defensa y Justicia | Tomás A. Ducó             | 5 de diciembre | 19:00 |
| Almirante Brown         | 1 - 1 | Guillermo Brown    | Fragata Sarmiento         | 5 de diciembre | 19:00 |

| Chacarita Juniors  | 1 - 1 | Rosario Central         | Chacarita Juniors         | 9 de diciembre  | 19:10 |
| Desamparados       | 0 - 2 | Atlético Tucumán        | San Juan del Bicentenario | 9 de diciembre  | 21:10 |
| Gimnasia (LP)      | 2 - 1 | Huracán                 | Del Bosque                | 10 de diciembre | 17:00 |
| Boca Unidos        | 0 - 1 | Almirante Brown         | José Antonio Romero Feris | 10 de diciembre | 21:00 |
| Guillermo Brown    | 2 - 0 | Independiente Rivadavia | Raúl Conti                | 11 de diciembre | 17:00 |
| Defensa y Justicia | 0 - 2 | Aldosivi                | Norberto Tomaghello       | 11 de diciembre | 19:00 |
| Instituto          | 2 - 1 | Deportivo Merlo         | Juan Domingo Perón        | 11 de diciembre | 20:00 |
| Gimnasia (J)       | 0 - 1 | Quilmes                 | 23 de Agosto              | 11 de diciembre | 20:00 |
| River Plate        | 1 - 0 | Patronato               | Monumental                | 11 de diciembre | 21:15 |
| Atlanta            | 2 - 0 | Ferro Carril Oeste      | León Kolbovsky            | 12 de diciembre | 17:00 |

| Independiente Rivadavia | 1 - 3 | Boca Unidos        | Bautista Gargantini         | 3 de febrero | 21:00 |
| Aldosivi                | 1 - 1 | Gimnasia (LP)      | José María Minella          | 4 de febrero | 17:00 |
| Deportivo Merlo         | 3 - 1 | Gimnasia (J)       | José Manuel Moreno          | 4 de febrero | 17:00 |
| Huracán                 | 2 - 2 | Atlanta            | Tomás A. Ducó               | 4 de febrero | 19:05 |
| Almirante Brown         | 1 - 1 | River Plate        | Fragata Sarmiento           | 5 de febrero | 17:10 |
| Ferro Carril Oeste      | 0 - 0 | Instituto          | Arquitecto Etcheverri       | 5 de febrero | 18:45 |
| Atlético Tucumán        | 0 - 1 | Defensa y Justicia | Monumental José Fierro      | 5 de febrero | 19:05 |
| Patronato               | 0 - 0 | Chacarita Juniors  | Presbítero Bartolomé Grella | 5 de febrero | 20:00 |
| Quilmes                 | 6 - 0 | Guillermo Brown    | Centenario                  | 6 de febrero | 17:00 |
| Rosario Central         | 2 - 1 | Desamparados       | Gigante de Arroyito         | 6 de febrero | 19:10 |

### Segunda rueda
| Huracán                 | 0 - 0 | Instituto          | Tomás A. Ducó               | 10 de febrero | 19:00 |
| Independiente Rivadavia | 3 - 1 | Almirante Brown    | Bautista Gargantini         | 10 de febrero | 21:00 |
| Rosario Central         | 3 - 2 | Defensa y Justicia | Gigante de Arroyito         | 11 de febrero | 17:00 |
| Deportivo Merlo         | 2 - 1 | Guillermo Brown    | José Manuel Moreno          | 11 de febrero | 17:00 |
| Ferro Carril Oeste      | 1 - 0 | Gimnasia (J)       | Arquitecto Etcheverri       | 11 de febrero | 17:00 |
| Aldosivi                | 3 - 0 | Atlanta            | José María Minella          | 11 de febrero | 20:00 |
| Chacarita Juniors       | 0 - 2 | River Plate        | Ciudad de La Plata          | 12 de febrero | 17:00 |
| Quilmes                 | 2 - 1 | Boca Unidos        | Centenario                  | 12 de febrero | 20:00 |
| Patronato               | 2 - 3 | Desamparados       | Presbítero Bartolomé Grella | 12 de febrero | 20:00 |
| Atlético Tucumán        | 0 - 2 | Gimnasia (LP)      | Monumental José Fierro      | 13 de febrero | 19:10 |

| Almirante Brown    | 0 - 1 | Quilmes                 | Fragata Sarmiento         | 17 de febrero | 17:00 |
| Gimnasia (J)       | 2 - 2 | Huracán                 | 23 de Agosto              | 17 de febrero | 21:30 |
| Defensa y Justicia | 1 - 1 | Patronato               | Norberto Tomaghello       | 18 de febrero | 17:00 |
| Gimnasia (LP)      | 1 - 0 | Rosario Central         | Del Bosque                | 18 de febrero | 17:00 |
| River Plate        | 3 - 0 | Independiente Rivadavia | Monumental                | 18 de febrero | 19:10 |
| Boca Unidos        | 1 - 1 | Deportivo Merlo         | José Antonio Romero Feris | 19 de febrero | 17:00 |
| Guillermo Brown    | 1 - 0 | Ferro Carril Oeste      | Raúl Conti                | 19 de febrero | 17:30 |
| Desamparados       | 1 - 1 | Chacarita Juniors       | San Juan del Bicentenario | 19 de febrero | 21:30 |
| Atlanta            | 1 - 1 | Atlético Tucumán        | Don León Kolbovsky        | 20 de febrero | 17:00 |
| Instituto          | 3 - 1 | Aldosivi                | Juan Domingo Perón        | 20 de febrero | 19:10 |

| Deportivo Merlo    | 0 - 0 | Almirante Brown         | José Manuel Moreno          | 24 de febrero | 17:00 |
| Patronato          | 2 - 0 | Gimnasia (LP)           | Presbítero Bartolomé Grella | 24 de febrero | 17:00 |
| Quilmes            | 7 - 1 | Independiente Rivadavia | Centenario                  | 24 de febrero | 21:00 |
| Rosario Central    | 2 - 0 | Atlanta                 | Gigante de Arroyito         | 25 de febrero | 17:00 |
| Chacarita Juniors  | 1 - 1 | Defensa y Justicia      | Chacarita Juniors           | 25 de febrero | 17:00 |
| Huracán            | 1 - 1 | Guillermo Brown         | Tomás A. Ducó               | 25 de febrero | 17:00 |
| Ferro Carril Oeste | 1 - 0 | Boca Unidos             | Arquitecto Etcheverri       | 25 de febrero | 17:00 |
| Aldosivi           | 4 - 3 | Gimnasia (J)            | José María Minella          | 25 de febrero | 21:00 |
| Desamparados       | 1 - 4 | River Plate             | San Juan del Bicentenario   | 26 de febrero | 21:15 |
| Atlético Tucumán   | 0 - 4 | Instituto               | Monumental José Fierro      | 27 de febrero | 19:10 |

| Independiente Rivadavia | 1 - 2 | Deportivo Merlo    | Bautista Gargantini       | 1 de marzo | 21:00 |
| Almirante Brown         | 1 - 0 | Ferro Carril Oeste | Fragata Sarmiento         | 2 de marzo | 17:00 |
| River Plate             | 0 - 0 | Quilmes            | Monumental                | 2 de marzo | 19:10 |
| Defensa y Justicia      | 2 - 0 | Desamparados       | Norberto Thomaghello      | 3 de marzo | 17:00 |
| Instituto               | 3 - 0 | Rosario Central    | Mario Alberto Kempes      | 3 de marzo | 17:00 |
| Atlanta                 | 0 - 0 | Patronato          | Don León Kolbovsky        | 3 de marzo | 17:00 |
| Guillermo Brown         | 1 - 2 | Aldosivi           | Raúl Conti                | 4 de marzo | 17:00 |
| Gimnasia (J)            | 1 - 1 | Atlético Tucumán   | 23 de Agosto              | 4 de marzo | 17:00 |
| Gimnasia (LP)           | 2 - 0 | Chacarita Juniors  | Del Bosque                | 5 de marzo | 17:00 |
| Boca Unidos             | 1 - 2 | Huracán            | José Antonio Romero Feris | 5 de marzo | 19:10 |

| Deportivo Merlo    | 0 - 0 | Quilmes                 | Tres de Febrero             | 9 de marzo  | 19:00 |
| Patronato          | 3 - 1 | Instituto               | Presbítero Bartolomé Grella | 9 de marzo  | 19:10 |
| Desamparados       | 0 - 1 | Gimnasia (LP)           | San Juan del Bicentenario   | 10 de marzo | 17:00 |
| Ferro Carril Oeste | 1 - 1 | Independiente Rivadavia | Arquitecto Etcheverri       | 10 de marzo | 17:00 |
| Atlético Tucumán   | 2 - 1 | Guillermo Brown         | Monumental José Fierro      | 10 de marzo | 19:00 |
| Defensa y Justicia | 3 - 3 | River Plate             | Ciudad de la Plata          | 10 de marzo | 19:10 |
| Aldosivi           | 2 - 1 | Boca Unidos             | José María Minella          | 10 de marzo | 20:00 |
| Chacarita Juniors  | 0 - 1 | Atlanta                 | Chacarita Juniors           | 11 de marzo | 17:00 |
| Rosario Central    | 2 - 0 | Gimnasia (J)            | Gigante de Arroyito         | 12 de marzo | 17:00 |
| Huracán            | 1 - 1 | Almirante Brown         | Tomás A. Ducó               | 12 de marzo | 19:45 |

| Gimnasia (LP)           | 0 - 1 | Defensa y Justicia | Del Bosque                | 16 de marzo | 17:00 |
| River Plate             | 3 - 0 | Deportivo Merlo    | José Amalfitani           | 17 de marzo | 18:15 |
| Independiente Rivadavia | 0 - 0 | Huracán            | Bautista Gargantini       | 17 de marzo | 19:00 |
| Boca Unidos             | 2 - 1 | Atlético Tucumán   | José Antonio Romero Feris | 17 de marzo | 21:00 |
| Atlanta                 | 1 - 2 | Desamparados       | Don León Kolbovsky        | 18 de marzo | 16:00 |
| Guillermo Brown         | 1 - 3 | Rosario Central    | Raúl Conti                | 18 de marzo | 16:00 |
| Gimnasia (J)            | 0 - 0 | Patronato          | 23 de Agosto              | 18 de marzo | 17:00 |
| Almirante Brown         | 1 - 1 | Aldosivi           | Fragata Sarmiento         | 19 de marzo | 17:00 |
| Quilmes                 | 0 - 0 | Ferro Carril Oeste | Centenario                | 19 de marzo | 19:10 |
| Instituto               | 3 - 1 | Chacarita Juniors  | Juan Domingo Perón        | 19 de marzo | 21:15 |

| Defensa y Justicia | 0 - 0 | Atlanta                 | Norberto Tomaghello         | 23 de marzo | 19:10 |
| Huracán            | 1 - 1 | Quilmes                 | Tomás A. Ducó               | 24 de marzo | 16:00 |
| Ferro Carril Oeste | 0 - 0 | Deportivo Merlo         | Arquitecto Etcheverri       | 24 de marzo | 16:00 |
| Gimnasia (LP)      | 0 - 0 | River Plate             | Del Bosque                  | 24 de marzo | 18:15 |
| Rosario Central    | 2 - 2 | Boca Unidos             | Gigante de Arroyito         | 24 de marzo | 19:00 |
| Aldosivi           | 2 - 0 | Independiente Rivadavia | José María Minella          | 24 de marzo | 20:00 |
| Chacarita Juniors  | 1 - 1 | Gimnasia (J)            | Norberto Tomaghello         | 25 de marzo | 16:00 |
| Atlético Tucumán   | 1 - 0 | Almirante Brown         | Monumental José Fierro      | 25 de marzo | 19:00 |
| Patronato          | 1 - 0 | Guillermo Brown         | Presbítero Bartolomé Grella | 25 de marzo | 20:00 |
| Desamparados       | 1 - 4 | Instituto               | San Juan del Bicentenario   | 26 de marzo | 17:00 |

| Atlanta                 | 0 - 0 | Gimnasia (LP)      | Don León Kolbovsky        | 30 de marzo | 16:00 |
| River Plate             | 3 - 0 | Ferro Carril Oeste | Monumental                | 31 de marzo | 18:15 |
| Independiente Rivadavia | 0 - 0 | Atlético Tucumán   | Bautista Gargantini       | 31 de marzo | 19:00 |
| Guillermo Brown         | 5 - 2 | Chacarita Juniors  | Raúl Conti                | 1 de abril  | 16:00 |
| Gimnasia (J)            | 1 - 0 | Desamparados       | 23 de Agosto              | 1 de abril  | 16:05 |
| Boca Unidos             | 1 - 0 | Patronato          | José Antonio Romero Feris | 1 de abril  | 18:00 |
| Almirante Brown         | 2 - 1 | Rosario Central    | Fragata Sarmiento         | 2 de abril  | 17:00 |
| Quilmes                 | 4 - 1 | Aldosivi           | Centenario                | 2 de abril  | 19:10 |
| Instituto               | 2 - 1 | Defensa y Justicia | Juan Domingo Perón        | 2 de abril  | 21:15 |
| Deportivo Merlo         | 2 - 1 | Huracán            | Tres de Febrero           | 11 de abril | 15:30 |

| Huracán            | 1 - 1 | Ferro Carril Oeste      | Tomás A. Ducó                    | 6 de abril  | 17:00 |
| Defensa y Justicia | 2 - 1 | Gimnasia (J)            | Norberto Tomaghello              | 7 de abril  | 15:30 |
| Atlético Tucumán   | 0 - 4 | Quilmes                 | Monumental José Fierro           | 7 de abril  | 16:00 |
| Aldosivi           | 1 - 0 | Deportivo Merlo         | José María Minella               | 7 de abril  | 20:00 |
| Atlanta            | 1 - 0 | River Plate             | José Amalfitani                  | 8 de abril  | 18:10 |
| Patronato          | 0 - 2 | Almirante Brown         | Presbítero Bartolomé Grella      | 8 de abril  | 19:00 |
| Desamparados       | 1 - 1 | Guillermo Brown         | Ingeniero Domingo Alberto Martín | 8 de abril  | 20:00 |
| Rosario Central    | 1 - 0 | Independiente Rivadavia | Gigante de Arroyito              | 9 de abril  | 21:30 |
| Gimnasia (LP)      | 0 - 0 | Instituto               | Del Bosque                       | 10 de abril | 19:10 |
| Chacarita Juniors  | 0 - 4 | Boca Unidos             | Armenia                          | 25 de abril | 15:30 |

| Ferro Carril Oeste      | 4 - 0 | Aldosivi           | Arquitecto Etcheverri     | 13 de abril | 18:00 |
| River Plate             | 2 - 0 | Huracán            | Monumental                | 14 de abril | 18:15 |
| Independiente Rivadavia | 0 - 1 | Patronato          | Bautista Gargantini       | 14 de abril | 19:00 |
| Gimnasia (J)            | 0 - 0 | Gimnasia (LP)      | 23 de Agosto              | 15 de abril | 11:00 |
| Deportivo Merlo         | 0 - 2 | Atlético Tucumán   | Tres de Febrero           | 15 de abril | 13:00 |
| Instituto               | 1 - 0 | Atlanta            | Juan Domingo Perón        | 15 de abril | 14:05 |
| Guillermo Brown         | 0 - 0 | Defensa y Justicia | Raúl Conti                | 15 de abril | 16:00 |
| Boca Unidos             | 2 - 1 | Desamparados       | José Antonio Romero Feris | 15 de abril | 17:00 |
| Quilmes                 | 0 - 1 | Rosario Central    | Centenario                | 16 de abril | 18:10 |
| Almirante Brown         | 0 - 0 | Chacarita Juniors  | Fragata Sarmiento         | 17 de abril | 16:00 |

| Aldosivi           | 5 - 1 | Huracán                 | José María Minella          | 20 de abril | 19:00 |
| Rosario Central    | 1 - 0 | Deportivo Merlo         | Gigante de Arroyito         | 21 de abril | 11:05 |
| Defensa y Justicia | 1 - 0 | Boca Unidos             | Norberto Tomaghello         | 21 de abril | 15:00 |
| Atlanta            | 0 - 0 | Gimnasia (J)            | Don León Kolbovsky          | 21 de abril | 15:30 |
| River Plate        | 1 - 0 | Instituto               | Monumental                  | 21 de abril | 18:15 |
| Gimnasia (LP)      | 3 - 2 | Guillermo Brown         | Del Bosque                  | 22 de abril | 11:00 |
| Chacarita Juniors  | 0 - 1 | Independiente Rivadavia | Armenia                     | 22 de abril | 15:30 |
| Atlético Tucumán   | 0 - 1 | Ferro Carril Oeste      | Monumental José Fierro      | 22 de abril | 16:00 |
| Desamparados       | 1 - 1 | Almirante Brown         | San Juan del Bicentenario   | 22 de abril | 17:00 |
| Patronato          | 2 - 1 | Quilmes                 | Presbítero Bartolomé Grella | 23 de abril | 17:00 |

| Deportivo Merlo         | 3 - 1 | Patronato          | José Manuel Moreno        | 28 de abril | 14:00 |
| Huracán                 | 2 - 0 | Atlético Tucumán   | Tomás A. Ducó             | 28 de abril | 15:30 |
| Gimnasia (J)            | 0 - 1 | Instituto          | 23 de Agosto              | 28 de abril | 21:00 |
| Quilmes                 | 1 - 0 | Chacarita Juniors  | Centenario                | 29 de abril | 16:00 |
| Independiente Rivadavia | 1 - 0 | Desamparados       | Bautista Gargantini       | 29 de abril | 16:00 |
| Aldosivi                | 1 - 1 | River Plate        | José María Minella        | 29 de abril | 19:15 |
| Almirante Brown         | 2 - 0 | Defensa y Justicia | Fragata Sarmiento         | 30 de abril | 14:00 |
| Boca Unidos             | 2 - 1 | Gimnasia (LP)      | José Antonio Romero Feris | 30 de abril | 15:00 |
| Guillermo Brown         | 3 - 0 | Atlanta            | Raúl Conti                | 30 de abril | 15:30 |
| Ferro Carril Oeste      | 0 - 2 | Rosario Central    | Diego Armando Maradona    | 30 de abril | 17:10 |

| Atlético Tucumán   | 2 - 2 | Aldosivi                | Monumental José Fierro      | 4 de mayo | 18:10 |
| Instituto          | 0 - 0 | Guillermo Brown         | Juan Domingo Perón          | 5 de mayo | 11:00 |
| Patronato          | 3 - 0 | Ferro Carril Oeste      | Presbítero Bartolomé Grella | 5 de mayo | 16:10 |
| River Plate        | 1 - 0 | Gimnasia (J)            | Monumental                  | 5 de mayo | 18:15 |
| Rosario Central    | 3 - 0 | Huracán                 | Gigante de Arroyito         | 6 de mayo | 11:00 |
| Atlanta            | 1 - 1 | Boca Unidos             | Don León Kolbovsky          | 6 de mayo | 15:30 |
| Defensa y Justicia | 1 - 1 | Independiente Rivadavia | Norberto Tomaghello         | 6 de mayo | 15:30 |
| Desamparados       | 0 - 3 | Quilmes                 | San Juan del Bicentenario   | 6 de mayo | 16:00 |
| Chacarita Juniors  | 1 - 0 | Deportivo Merlo         | 20 de Octubre               | 7 de mayo | 15:30 |
| Gimnasia (LP)      | 2 - 0 | Almirante Brown         | Del Bosque                  | 7 de mayo | 16:00 |

| Independiente Rivadavia | 2 - 1 | Gimnasia (LP)      | Bautista Gargantini       | 12 de mayo | 11:00 |
| Deportivo Merlo         | 0 - 0 | Desamparados       | José Manuel Moreno        | 12 de mayo | 15:00 |
| Huracán                 | 0 - 0 | Patronato          | Tomás A. Ducó             | 12 de mayo | 15:30 |
| Ferro Carril Oeste      | 0 - 0 | Chacarita Juniors  | Arquitecto Etcheverri     | 12 de mayo | 15:30 |
| Atlético Tucumán        | 2 - 4 | River Plate        | Monumental José Fierro    | 12 de mayo | 18:30 |
| Aldosivi                | 1 - 2 | Rosario Central    | José María Minella        | 13 de mayo | 11:00 |
| Guillermo Brown         | 1 - 2 | Gimnasia (J)       | Raúl Conti                | 13 de mayo | 11:00 |
| Almirante Brown         | 2 - 0 | Atlanta            | Fragata Sarmiento         | 14 de mayo | 14:00 |
| Quilmes                 | 2 - 0 | Defensa y Justicia | Centenario                | 14 de mayo | 18:15 |
| Boca Unidos             | 3 - 2 | Instituto          | José Antonio Romero Feris | 14 de mayo | 20:30 |

| Chacarita Juniors  | 1 - 0 | Huracán                 | 20 de Octubre               | 18 de mayo | 15:00 |
| Atlanta            | 1 - 2 | Independiente Rivadavia | Don León Kolbovsky          | 19 de mayo | 11:00 |
| Defensa y Justicia | 1 - 2 | Deportivo Merlo         | Norberto Tomaghello         | 19 de mayo | 15:30 |
| Rosario Central    | 2 - 0 | Atlético Tucumán        | Gigante de Arroyito         | 19 de mayo | 16:10 |
| River Plate        | 2 - 2 | Guillermo Brown         | Monumental                  | 19 de mayo | 18:30 |
| Desamparados       | 0 - 2 | Ferro Carril Oeste      | San Juan del Bicentenario   | 20 de mayo | 11:00 |
| Instituto          | 3 - 1 | Almirante Brown         | Juan Domingo Perón          | 20 de mayo | 11:05 |
| Gimnasia (J)       | 0 - 0 | Boca Unidos             | 23 de Agosto                | 20 de mayo | 15:30 |
| Patronato          | 1 - 0 | Aldosivi                | Presbítero Bartolomé Grella | 20 de mayo | 18:00 |
| Gimnasia (LP)      | 1 - 1 | Quilmes                 | Del Bosque                  | 21 de mayo | 17:05 |

| Ferro Carril Oeste      | 1 - 0 | Defensa y Justicia | Arquitecto Etcheverri     | 25 de mayo | 17:00 |
| Independiente Rivadavia | 1 - 1 | Instituto          | Bautista Gargantini       | 26 de mayo | 11:00 |
| Rosario Central         | 0 - 0 | River Plate        | Gigante de Arroyito       | 26 de mayo | 14:05 |
| Aldosivi                | 1 - 0 | Chacarita Juniors  | José María Minella        | 26 de mayo | 15:30 |
| Huracán                 | 2 - 1 | Desamparados       | Tomás A. Ducó             | 26 de mayo | 15:30 |
| Almirante Brown         | 2 - 1 | Gimnasia (J)       | Fragata Sarmiento         | 26 de mayo | 15:30 |
| Quilmes                 | 1 - 1 | Atlanta            | Centenario                | 26 de mayo | 16:10 |
| Deportivo Merlo         | 1 - 2 | Gimnasia (LP)      | Tres de Febrero           | 27 de mayo | 11:00 |
| Boca Unidos             | 3 - 6 | Guillermo Brown    | José Antonio Romero Feris | 27 de mayo | 16:00 |
| Atlético Tucumán        | 1 - 3 | Patronato          | Monumental José Fierro    | 27 de mayo | 16:00 |

| Instituto          | 0 - 2 | Quilmes                 | Juan Domingo Perón         | 8 de junio  | 19:10 |
| Defensa y Justicia | 4 - 2 | Huracán                 | Norberto Tomaghello        | 9 de junio  | 11:00 |
| Chacarita Juniors  | 0 - 0 | Atlético Tucumán        | 20 de Octubre              | 9 de junio  | 14:15 |
| Atlanta            | 0 - 1 | Deportivo Merlo         | Don León Kolbovsky         | 9 de junio  | 14:20 |
| Guillermo Brown    | 1 - 1 | Almirante Brown         | Raúl Conti                 | 10 de junio | 15:00 |
| Gimnasia (J)       | 0 - 0 | Independiente Rivadavia | 23 de Agosto               | 10 de junio | 15:30 |
| Desamparados       | 2 - 0 | Aldosivi                | San Juan del Bicentenario  | 10 de junio | 16:00 |
| River Plate        | 2 - 1 | Boca Unidos             | Monumental                 | 10 de junio | 19:30 |
| Patronato          | 1 - 0 | Rosario Central         | Brigadier Estanislao López | 11 de junio | 15:00 |
| Gimnasia (LP)      | 0 - 1 | Ferro Carril Oeste      | Del Bosque                 | 11 de junio | 18:10 |

| Deportivo Merlo         | 0 - 2 | Instituto          | Tres de Febrero            | 16 de junio | 11:00 |
| Quilmes                 | 4 - 0 | Gimnasia (J)       | Centenario                 | 16 de junio | 14:00 |
| Patronato               | 1 - 0 | River Plate        | Brigadier Estanislao López | 16 de junio | 15:10 |
| Aldosivi                | 0 - 0 | Defensa y Justicia | José María Minella         | 16 de junio | 15:30 |
| Ferro Carril Oeste      | 2 - 3 | Atlanta            | Arquitecto Etcheverri      | 16 de junio | 15:30 |
| Atlético Tucumán        | 1 - 1 | Desamparados       | Monumental José Fierro     | 16 de junio | 16:00 |
| Rosario Central         | 1 - 3 | Chacarita Juniors  | Gigante de Arroyito        | 17 de junio | 11:00 |
| Almirante Brown         | 3 - 0 | Boca Unidos        | Fragata Sarmiento          | 17 de junio | 11:00 |
| Independiente Rivadavia | 1 - 0 | Guillermo Brown    | Bautista Gargantini        | 17 de junio | 15:30 |
| Huracán                 | 2 - 0 | Gimnasia (LP)      | Tomás Adolfo Ducó          | 18 de junio | 18:10 |

| Defensa y Justicia | 1 - 0 | Atlético Tucumán        | Norberto Tomaghello       | 22 de junio | 15:00 |
| Gimnasia (LP)      | 3 - 3 | Aldosivi                | Del Bosque                | 22 de junio | 17:10 |
| Gimnasia (J)       | 3 - 0 | Deportivo Merlo         | 23 de Agosto              | 22 de junio | 21:30 |
| River Plate        | 2 - 0 | Almirante Brown         | Monumental                | 23 de junio | 15:00 |
| Instituto          | 0 - 3 | Ferro Carril Oeste      | Juan Domingo Perón        | 23 de junio | 15:00 |
| Guillermo Brown    | 0 - 2 | Quilmes                 | Raúl Conti                | 23 de junio | 15:00 |
| Desamparados       | 3 - 2 | Rosario Central         | San Juan del Bicentenario | 23 de junio | 15:00 |
| Chacarita Juniors  | 3 - 0 | Patronato               | 20 de Octubre             | 23 de junio | 15:00 |
| Atlanta            | 0 - 2 | Huracán                 | Don León Kolbovsky        | 23 de junio | 15:00 |
| Boca Unidos        | 1 - 0 | Independiente Rivadavia | Lorenzo Uncho Colombi     | 23 de junio | 15:30 |

Fuente: Programación de Primera B Nacional Campeonato 2011-2012 - Fixture

## Promociones

### Promociones Primera División - Primera B Nacional
| Instituto                                                          | 0 - 2 | San Lorenzo | Juan Domingo Perón | 28 de junio | 17:10 |
| San Lorenzo                                                        | 1 - 1 | Instituto   | Nuevo Gasómetro    | 1 de julio  | 14:10 |
| San Lorenzo permaneció en Primera División con un global de 3 - 1. |       |             |                    |             |       |

| Rosario Central                                                                               | 0 - 0 | San Martín (SJ) | Gigante de Arroyito       | 28 de junio | 19:15 |
| San Martín (SJ)                                                                               | 0 - 0 | Rosario Central | Ingeniero Hilario Sánchez | 1 de julio  | 16:30 |
| San Martín (SJ) permaneció en Primera División con un global de 0 - 0, por ventaja deportiva. |       |                 |                           |             |       |

### Promoción Primera B Nacional - Primera B
Los partidos también fueron televisados por TyC Sports por los derechos de los partidos de los equipos de la Primera B
| Nueva Chicago                                                          | 1 - 0 | Chacarita Juniors | República de Mataderos | 27 de junio | 15:10 |
| Chacarita Juniors                                                      | 1 - 1 | Nueva Chicago     | Chacarita Juniors      | 30 de junio | 13:00 |
| Nueva Chicago ascendió a la Primera B Nacional con un global de 2 - 1. |       |                   |                        |             |       |

### Promoción Primera B Nacional - Torneo Argentino A
| Crucero del Norte                                                          | 0 - 0 | Guillermo Brown   | Comandante A. Guacurarí | 27 de junio | 17:30 |
| Guillermo Brown                                                            | 0 - 1 | Crucero del Norte | Raúl Conti              | 30 de junio | 15:10 |
| Crucero del Norte ascendió a la Primera B Nacional con un global de 1 - 0. |       |                   |                         |             |       |

## Goleadores
| Jugador                                   | Jugador             | Goles | Equipo             |
| ----------------------------------------- | ------------------- | ----- | ------------------ |
| Bandera de Argentina                      | Gonzalo Castillejos | 26    | Rosario Central    |
| Bandera de Uruguay · Bandera de Argentina | Víctor Píriz Alves  | 20    | Defensa y Justicia |
| Bandera de Argentina                      | Fernando Cavenaghi  | 19    | River Plate        |
| Bandera de Argentina                      | Paulo Dybala        | 17    | Instituto          |
| Bandera de Argentina                      | Cristian Nuñez      | 15    | Boca Unidos        |

Fuente: Programación de Primera B Nacional Campeonato 2011-2012 - Goleadores